# Paragvajski rat
Rat Trojnog Saveza (špa. Guerra de la Triple Alianza), također poznat kao paragvajski rat, koji je trajao od 1864. do 1870. između Paragvaja i savezničkih zemalja Argentine, Brazila i Urugvaja, najkrvaviji je sukob u povijesti Latinske Amerike.
Rat je započeo krajem 1864. godine, kao rezultat sukoba između Paragvaja i Brazila izazvanog urugvajskim ratom. Argentina i Urugvaj ušli su u rat protiv Paragvaja 1865. godine, a tada je postao poznat kao "Rat Trojnog saveza".

## Pozadina
Paragvaj je godinama bio u carinskim i graničnim prepirkama sa svojim većim i moćnijim susjedima, Argentinom i Brazilom. Urugvaj je također ustrajao na svojoj neovisnosti od istih sila, posebno od Argentine.
Godine 1864. Brazil je pomogao vođi urugvajske Colorado partije da zbaci svog protivnika iz Blanco partije, nakon čega je diktator Paragvaja, Francisco Solano López, u uvjerenju da je ugrožena regionalna ravnoteža snaga, krenuo u rat protiv Brazila. Bartolomé Mitre, predsjednik Argentine, je zatim organizirao savez između Argentine i Urugvaja pod kontrolom Coloradosa (Trojni Savez), koji je zajednički objavio rat Paragvaju 1. svibnja 1865.
Lópezovi su postupci bili nastavak njegovog gomilanja vojske (sastavljena od 50,000 ljudi, bila je tada najjača u Latinskoj Americi) i prepoznati su od mnogih kao agresija zbog samopromocije i povećanja nacionalnog teritorija, ali, kako se rat produžavao, mnogi Argentinci i drugi su počeli rat gledati kao osvajački pohod vlastitoga predsjednika Mitre.
Na početku sukoba, 1865., Paragvajske su snage napredovale na sjever u brazilsku provinciju Mato Grosso i južno u provinciju Rio Grande de Sul. Logistički problemi i gomilanje savezničkih snaga, koje su uskoro nadbrojale paragvajske u umjeru od deset naprama jedan, su zatim prisilili Paragvajce da se povuku iza svojih granica. U lipnju 1865. brazilska mornarica je potukla paragvajsku flotu na rijeci Paraná kod Riachuela, blizu Argentinskog grada Corrientesa; do siječnja 1866. saveznici su blokirali sve rijeke prema Paragvaju. U travnju Mitre je poveo savezničku invazijsku silu u jugozapadni Paragvaj, ali je dvije godine sprječavan u napredovanju. Vođene su žestoke bitke; najznamenitija, u kojoj je Paragvaj kod Curupaytya u rujnu 1866. izvojevao pobjedu, zaustavila je bilo kakvu savezničku ofenzivu na godinu dana. Obje strane su u kampanji pretrpjele teške gubitke.
U siječnju 1868. Mitre je zamijenjen na poziciji glavnog zapovjednika Brazilcem Markezom (kasnije Vojvodom) de Caxias. U veljači brazilska oklopljena plovila su probila paragvajsku liniju obrane kod riječne tvrđave Humaitá, blizu ušća rijeka Paraná and Paraguay, i produžile da bombardiraju Asunción, glavni grad. U Kampanji Lomas Valentinas u prosincu, paragvajska vojska je uništena. López je pobjegao na sjever gdje je vodio gerilski rat sve dok nije ubijen 1. ožujka 1870.
Paragvajci su bili fanatički odani Lópezu i ratnom naporu, što je rezultiralo njihovom borbom do krajnjih granica. Rat je potpuno uništio Paragvaj; njegovo prijeratno stanovništvo od otprilike 525,000 se do 1871. smanjilo na oko 221,000 od čega samo oko 28,000 muškaraca. Tijekom sukoba Paragvajci nisu patili samo zbog rata nego i zbog neishranjenosti, bolesti i Lópezove diktature pod kojom su brojni mučeni i ubijeni. Argentina i Brazil su anektirali oko 140,000 četvornih kilometara paragvajskog teritorija, Argentina je uzela velik dio regije Misiones i dio Chaca između rijeka Bermejo i Pilcomayo; Brazil je za osvojeni teritorij povećao svoju provinciju Mato Grosso. Obje su zemlje zahtijevale veliku odštetu (koja nikad nije plaćena) i okupirale Paragvaj do 1876.
U međuvremenu, Coloradosi su učvrstili svoju vlast u Urugvaju kojim su zatim vladali sve do 1958.

## Vanjske poveznice
|  | Zajednički poslužitelj ima još gradiva o temi Paragvajski rat |

- http://www.onwar.com/aced/data/tango/triple1864.htm Arhivirana inačica izvorne stranice od 26. srpnja 2013. (Wayback Machine)